# Линия роста/падения
Линия роста/падения (ADL от англ. advance–decline line) — технический индикатор характеризующий рынок в целом на основе сравнения количества растущих и падающих инструментов.

## Методика вычисления
Линия роста/падения является кумулятивной скользящей средней разности между количеством растущих и падающих инструментов на определённый период:
{\displaystyle {\textit {ADL}}_{t}={\textit {ADL}}_{t-1}+(A_{t}-D_{t}),}
где {\displaystyle {\textit {ADL}}_{t},{\textit {ADL}}_{t-1}} — значения индикатора роста/падения на текущий и предыдущий период; {\displaystyle A_{t}} — количество растущих и {\displaystyle D_{t}} — количество падающих инструментов в текущем периоде.
Одним из недостатков линии роста/падения является невозможность сравнения её значений между рынками и между отдалёнными историческими периодами в силу разного общего количества торгуемых инструментов на разных рынках и в разные периоды времени. Поэтому, иногда вычисляют приведённые значения данного индикатора:
{\displaystyle {\textit {ADLN}}_{t}={\textit {ADLN}}_{t-1}+{\frac {A_{t}-D_{t}}{A_{t}+D_{t}}},}
{\displaystyle {\textit {ADLT}}_{t}={\textit {ADLT}}_{t-1}+{\frac {A_{t}-D_{t}}{A_{t}+D_{t}+U_{t}}},}
где {\displaystyle {\textit {ADLN}}_{t},{\textit {ADLN}}_{t-1},{\textit {ADLT}}_{t},{\textit {ADLT}}_{t-1}} — текущие и предыдущие значения приведённой линии роста/падения с учётом и без учёта количества инструментов, цена которых не изменилась; {\displaystyle A_{t}} — количество растущих и {\displaystyle D_{t}} — количество падающих инструментов, {\displaystyle U_{t}} — количество инструментов с неизменившейся ценой в текущем периоде.

## Торговые стратегии
Для линии роста/падения используются те же торговые стратегии, которые обычно применяются для кумулятивных индикаторов. В качестве торгового инструмента используется индексные инструменты (например, индексные фонды и фьючерсы на индексы).
Например, возможна следующая торговая стратегия:
- Купить фьючерс на индекс, когда значение ADL поднимется выше её значения предыдущего дня.
- Продать фьючерс на индекс, когда значение ADL опустится ниже её значения предыдущего дня.

Короткие торговые стратегии формулируются аналогичным образом наоборот.

## Связь с другими индикаторами
Другим популярным индикатором, анализирующим «ширину рынка» является Осциллятор Макклеллана.